# والتر فرناندز
والتر فرناندز (انگلیسی: Walter Fernández؛ زادهٔ ۱۴ اوت ۱۹۸۹) بازیکن فوتبال اهل اسپانیا است.
از باشگاه‌هایی که در آن بازی کرده‌است می‌توان به باشگاه فوتبال پترولول پلویشت، باشگاه خیمناستیک تاراگونا، باشگاه فوتبال لوکرن اوست والاندرن، باشگاه فوتبال بارسلونا بی، و باشگاه فوتبال ویدتون اشاره کرد.